# والتر مارسيانو
والتر مارسيانو (بالبرتغالية: Válter Marciano‏) هو لاعب كرة قدم برازيلي في مركز الهجوم، ولد في 15 سبتمبر 1931 في ساو باولو في البرازيل، وتوفي في 21 يونيو 1961 في بلنسية في إسبانيا بسبب حادث مرور. لعب مع نادي فاسكو دا غاما.

## وصلات خارجية
- والتر مارسيانو على موقع قاعدة بيانات كرة القدم.إي يو (الإنجليزية)
- والتر مارسيانو على موقع ناشيونال فوتبول تيمز (الإنجليزية)